# Baudilio Jáuregui
Baudilio Jáuregui (Paso de los Toros, Uruguay; 9 de julio de 1945) es un exfutbolista uruguayo. Jugaba como marcador central y su primer equipo fue River Plate. Su último club antes de retirarse fue  Nacional de Uruguay.

## Clubes
| Club              | País      | Año       |
| ----------------- | --------- | --------- |
| Colón             | Uruguay   | 1964      |
| Nacional de Minas | Uruguay   | 1965-1967 |
| Defensor Sporting | Uruguay   | 1968-1971 |
| River Plate       | Argentina | 1971-1974 |
| Unión de Santa Fe | Argentina | 1975      |
| Defensor Sporting | Uruguay   | 1976-1977 |
| Cobreloa          | Chile     | 1977      |
| Unión de Santa Fe | Argentina | 1978      |
| Nacional          | Uruguay   | 1978-1979 |

## Selección nacional
Ha sido internacional con la Selección de Uruguay en 9 ocasiones y no marcó goles.

### Participaciones en Copas del Mundo
| Mundial              | Sede                | Resultado    |
| -------------------- | ------------------- | ------------ |
| Copa Mundial de 1974 | Alemania Occidental | Primera fase |

## Palmarés
| Título              | Club              | País    | Año  |
| ------------------- | ----------------- | ------- | ---- |
| Campeonato Uruguayo | Defensor Sporting | Uruguay | 1976 |